# Anne Wiazemsky

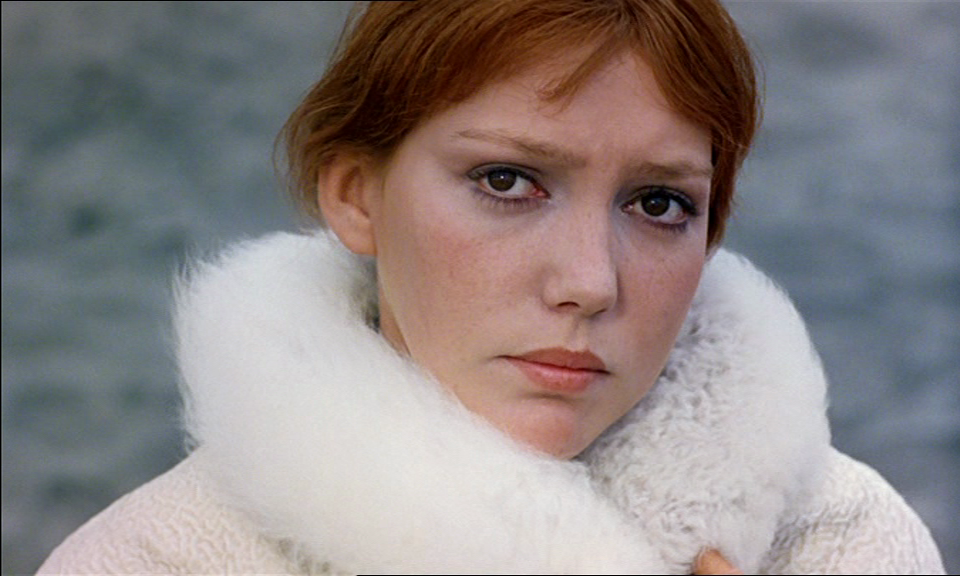
Anne Wiazemsky, 1969

Anne Wiazemsky (* 14. Mai 1947 in Berlin; † 5. Oktober 2017 in Paris) war eine französische Schauspielerin und Schriftstellerin.

## Leben
Wiazemsky war die Tochter des Diplomaten Yvan Wiazemsky (1915–1962) und dessen Ehefrau Claire Mauriac (1917–1992). Ihr Bruder war der Zeichner Pierre Wiazemsky (* 1949), der unter seinem Pseudonym „Wiaz“ bekannt wurde. Durch ihren Vater gehörte sie dem russischen Hochadelsgeschlecht Wjasemski an, deren Angehörige nach der Russischen Revolution ins Exil gingen, und ihre Mutter war die Tochter des französischen Literaturnobelpreisträgers François Mauriac.
Wiazemsky gab ihr Filmdebüt 1966 als Marie in Robert Bressons französisch-schwedischem Filmdrama Zum Beispiel Balthasar (Au hasard Balthazar). Von 1967 bis 1979 war Wiazemsky mit Jean-Luc Godard verheiratet und spielte in mehreren seiner Filme mit: 1967 in dem Filmdrama Die Chinesin (La Chinoise), dessen Drehbuch sich lose an Dostojewskis Roman Die Dämonen anlehnt,  an der Seite von Jean-Pierre Léaud und in dem Experimentalfilm Weekend, 1968 in One plus One.
Für Pier Paolo Pasolini stand sie 1969 in der Literaturverfilmung Teorema – Geometrie der Liebe vor der Kamera und 1970, erneut an der Seite von Léaud, in dem Filmdrama Der Schweinestall. Neben ihrer Arbeit als Schauspielerin machte sich Wiazemsky auch als Regisseurin einiger Dokumentarfilme und vor allem als Schriftstellerin einen Namen. Sie erhielt für ihr literarisches Werk mehrere Preise. 2007 veröffentlichte sie den autobiografischen Roman Jeune fille, der von der Zusammenarbeit mit dem Regisseur Robert Bresson erzählt.
In den ebenfalls autobiografischen Romanen Une année studieuse und Un an après schildert Anne Wiazemsky ihr Zusammenleben mit Jean-Luc Godard, von der ersten Begegnung bei den Dreharbeiten zu Au hasard Balthazar bis Mai 1969, ihre Arbeit als Schauspielerin in seinen Filmen, den Pariser Mai ‘68, ihre Begegnungen mit „Dany le Rouge“, Daniel Cohn-Bendit, mit den Rolling Stones bei den Dreharbeiten zu One plus One, und andere Begegnungen. Derselben Zeit ist auch der Band „Photographies“ gewidmet.
Jean-Paul Civeyracs Filmdrama All die schönen Versprechungen basiert auf Wiazemskys Roman Hymnes à l’Amour. Wiazemsky starb am 5. Oktober 2017 im Alter von 70 Jahren an einer Krebserkrankung und fand ihre letzte Ruhestätte auf dem Cimetière Montparnasse (Division 3).

## Auszeichnungen
- 1993: Prix Goncourt des lycéens für den Roman Canines
- 1998: Grand Prix du Roman (Académie française) für den Roman Une poignée de gens
- 2007: Prix de la Closerie des Lilas für den Roman Jeune fille[2]
- 2007: Grand Prix de l'Héroïne Madame Figaro in der Kategorie „Roman“ für Jeune Fille
- 2012: Prix Saint-Simon für Une année studieuse

## Filmografie (Auswahl)
Darstellerin
- 1966: Zum Beispiel Balthasar (Au hasard Balthazar)
- 1967: Die Chinesin (La Chinoise)
- 1967: Weekend (Week-end)
- 1968: Teorema – Geometrie der Liebe (Teorema)
- 1968: Eins plus Eins (One plus one)
- 1969: Il seme dell’uomo
- 1969: Der Schweinestall (Porcile)
- 1971: Die Untersuchung (L’inchiesta, Fernsehfilm)
- 1972: Alles in Butter (Tout va bien)
- 1973: Le Train – Nur ein Hauch von Glück (Le Train)
- 1974: Die Auslieferung
- 1982: Das verheimlichte Kind (L’enfant secret)
- 1985: Sie stand so lange im Scheinwerferlicht (Elle a passé tant d’heures sous les sunlights)
- 1985: Rendez-Vous
- 1988: Das Testament eines ermordeten jüdischen Dichters (Le testament d’un poète juif assassiné)
- 1988: Ville étrangère

Drehbuch/literarische Vorlage
- 1994: US Go Home
- 2002: All die schönen Versprechungen (Toutes ces belles promesses)

Regie
- 2004: Les Anges 1943, histoire d’un film
- 2005: Mag Bodard – un destin
- 2007: Danielle Darrieux, une vie de cinéma
- 2010: Nicole Garcia, des ombres à la lumière

## Werke (Auswahl)
- Chanson d’amour, Ullstein, Berlin 1997, ISBN 3-550-08240-1.
- Jeune fille, Beck, München 2009, ISBN 978-3-406-58389-6.
- Mein Berliner Kind, Beck, München 2010, ISBN 978-3-406-60521-5.
- Une année studieuse, Gallimard, Paris 2012, ISBN 978-2-07-012670-5.
- Photographies, Gallimard, Paris 2012, ISBN 978-2-07-013864-7 (mit 67 Abbildungen).
- Un an après, Gallimard, Paris 2015, ISBN 978-2-07-013543-1.
  - Paris, Mai '68 – Ein Erinnerungsroman. Aus dem Französischen von Jan Rhein. Wagenbach, Berlin 2018, ISBN 978-3-8031-1331-3.